# Russula pleurogena
Russula pleurogena är en svampart som beskrevs av Buyck & E. Horak 1999. Russula pleurogena ingår i släktet kremlor och familjen kremlor och riskor.   Inga underarter finns listade i Catalogue of Life.